# Палоско
Палоско (итал. Palosco) — коммуна в Италии, располагается в регионе Ломбардия, подчиняется административному центру Бергамо.
Население составляет 5353 человека (на 2004 г.), плотность населения составляет 499 чел./км². Занимает площадь 10 км². Почтовый индекс — 24050. Телефонный код — 035.
Покровителем населённого пункта считается святой Лаврентий Римский. Праздник ежегодно празднуется 10 августа.

## Галерея

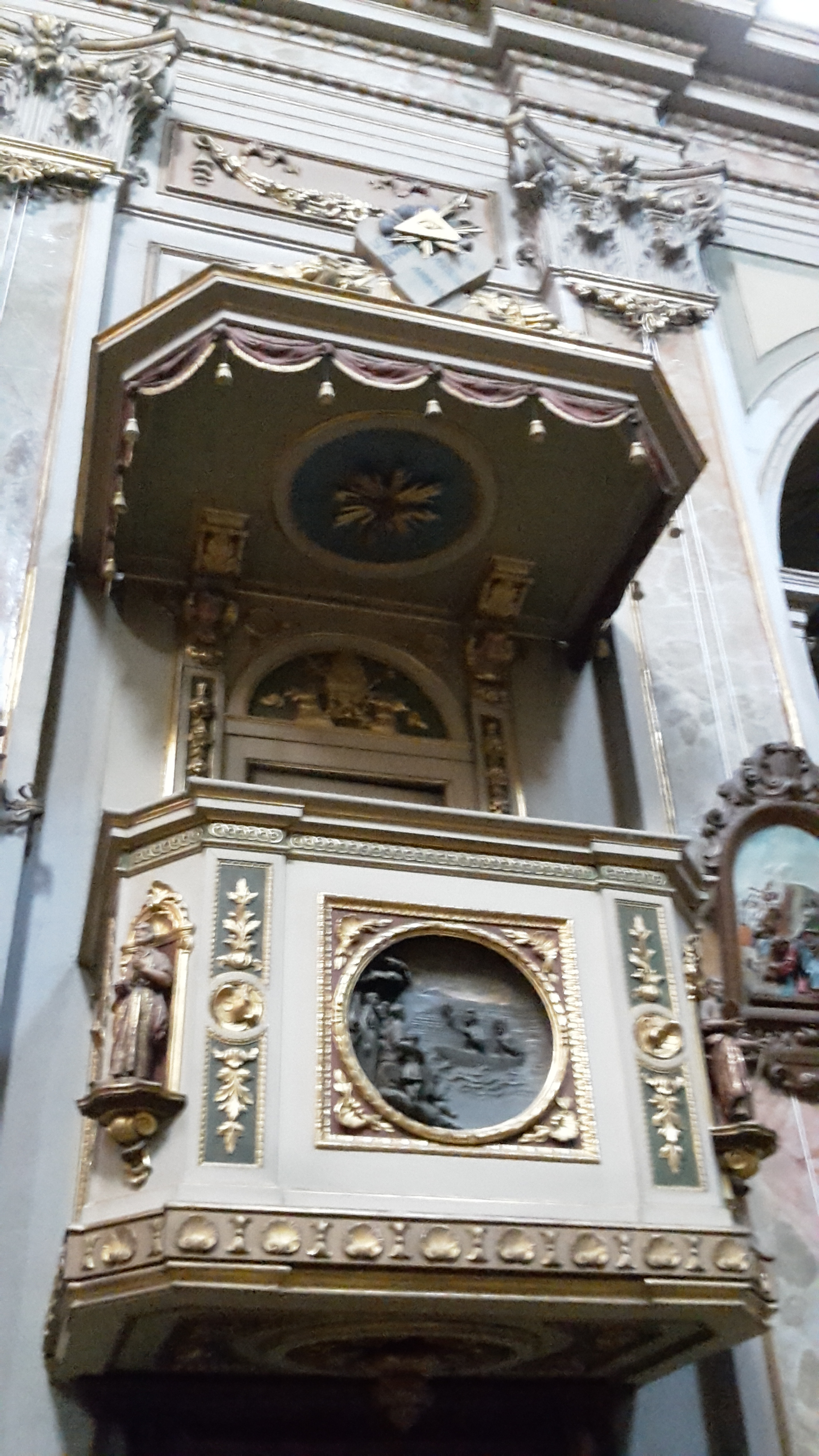
Амвон приходской церкви св. Лаврентий в Палоско
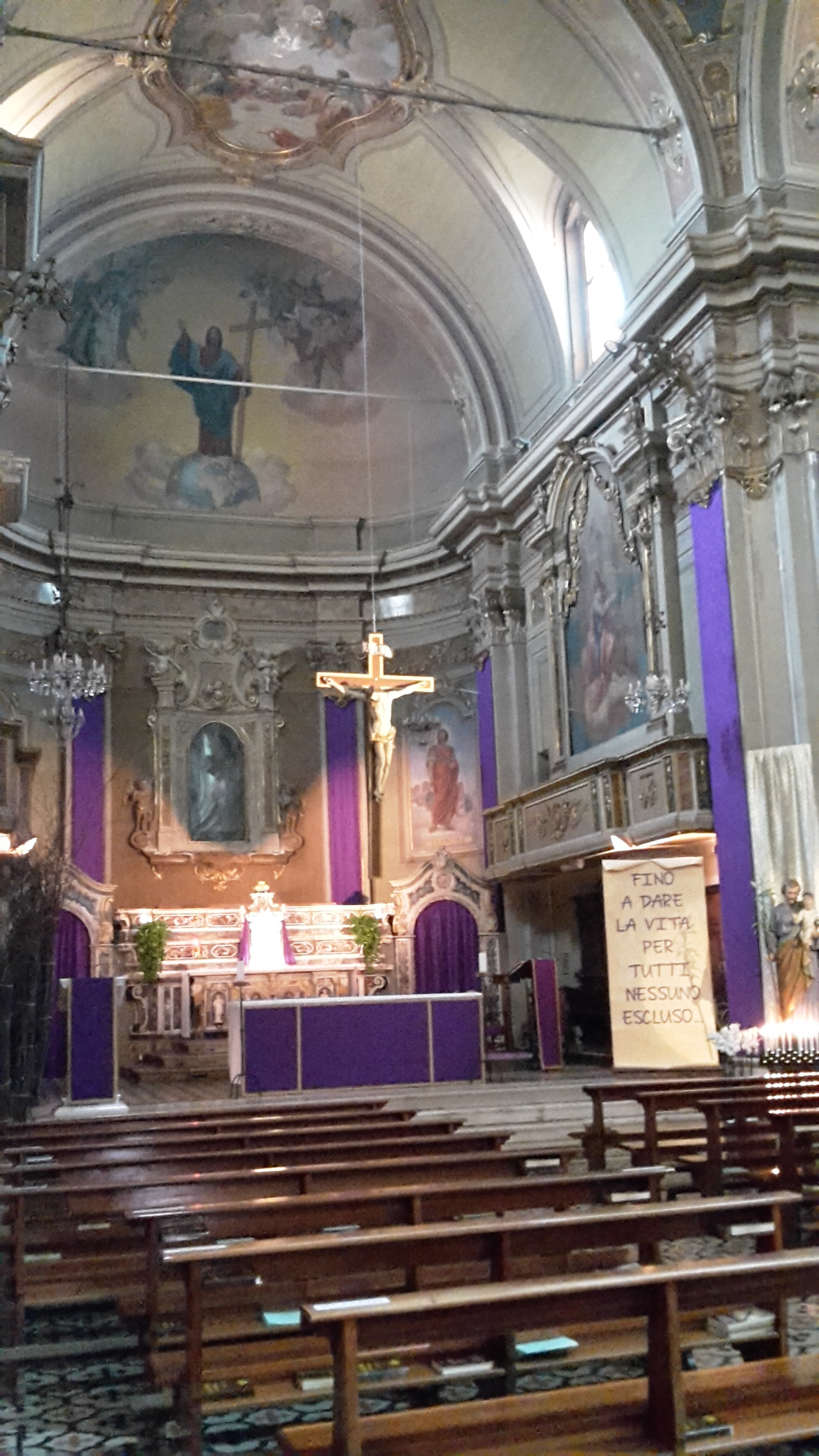
Интерьер церкви
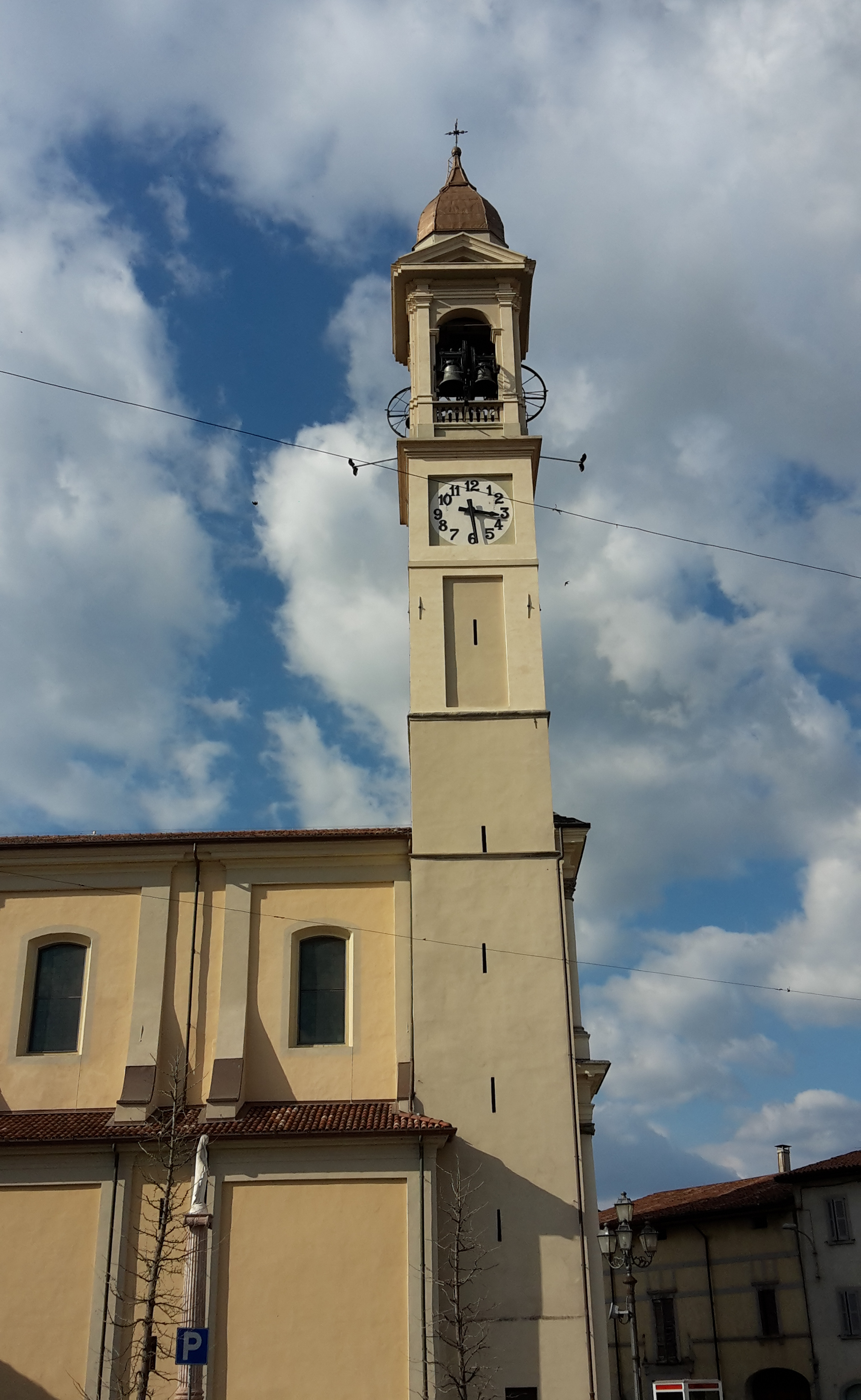
Колокольня храма
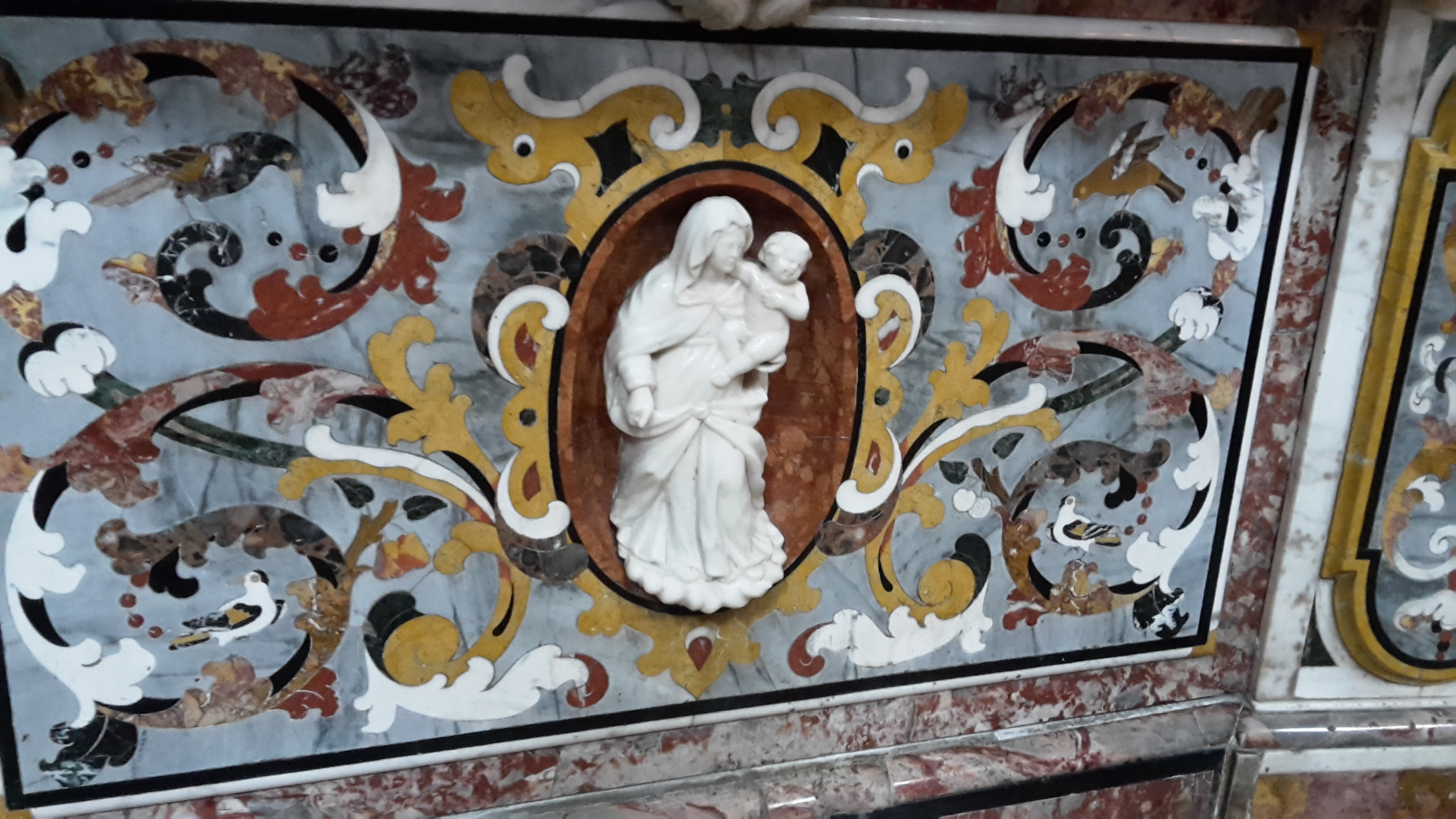
Деталь бокового алтаря
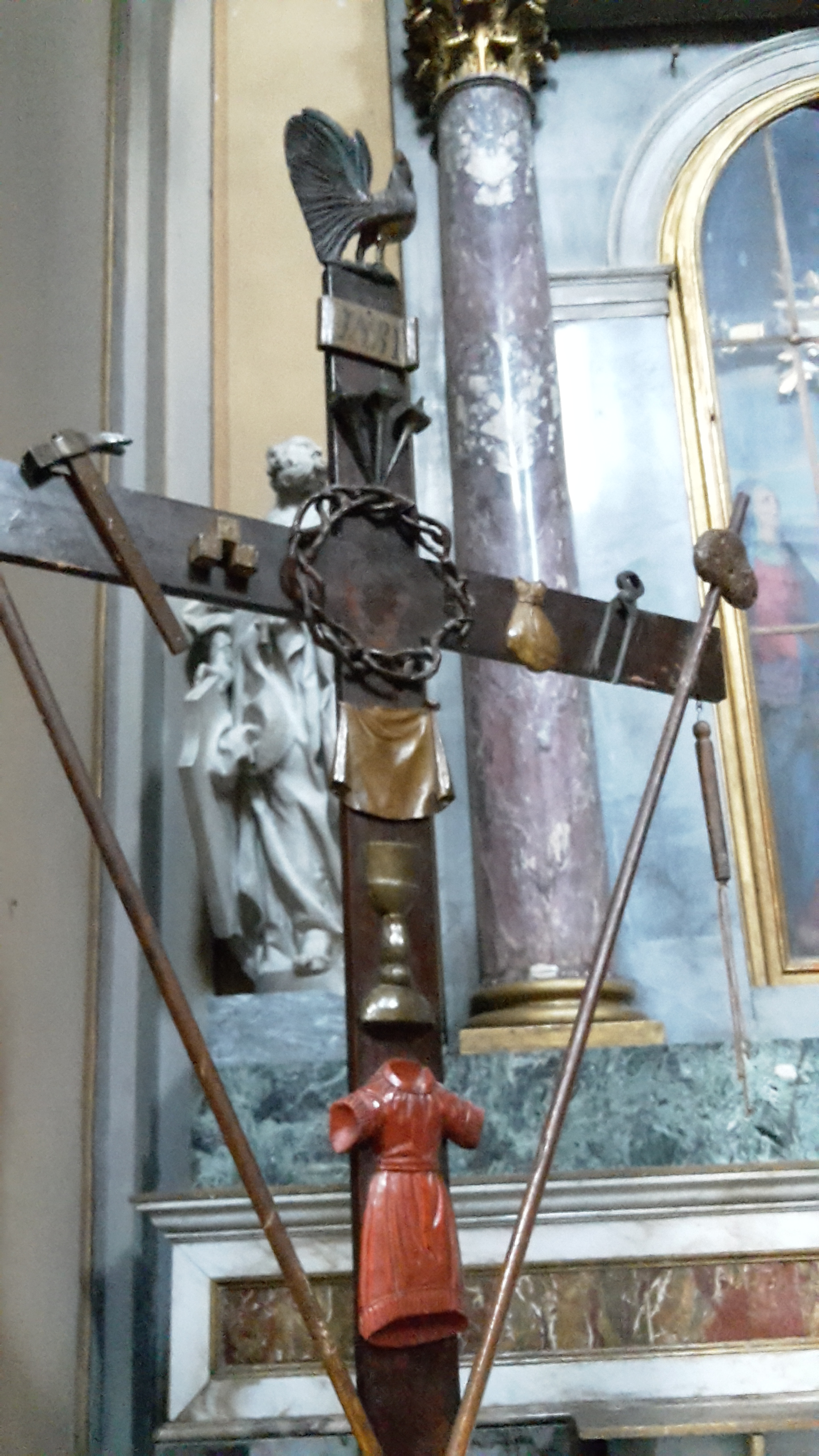
Крест, используемый в литургии Страстной Патницы
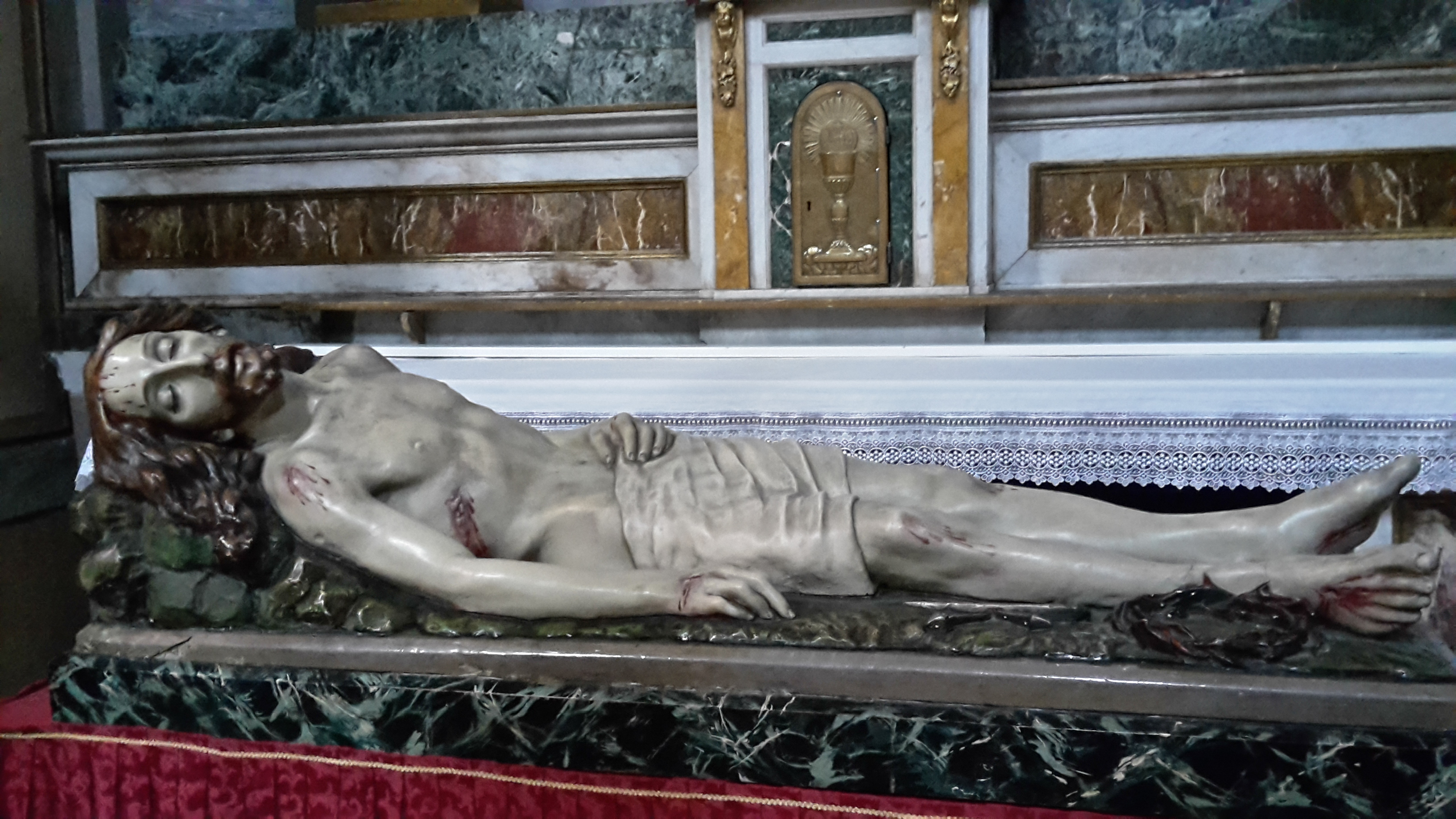
Положение во гроб, скульптура